# Massahysterie
Massahysterie, collectieve hysterie of groephysterie is collectieve paniek onder invloed van denkbeelden of dreigingen, zowel echt als fictief, gevoed door geruchten en angst die rondgaan in een groep. Voorbeelden hiervan zijn ufo's, ziekten en de jacht op heksen. Massahysterie is van alle tijden. In veel gevallen maakt aandacht van de media de hysterie erger.
Een vaak voorkomend type van massahysterie treedt op wanneer een groep mensen denkt te lijden aan dezelfde ziekte of aandoening zonder duidelijke reden. Het wordt ook MPI, mass psychogenetic illness genoemd. Voor de aandoening is geen medische verklaring te vinden, ook al ervaren de slachtoffers wel degelijk lichamelijke klachten. Normale, gezonde mensen kunnen worden meegesleurd in deze denkbeelden door de groep. Het is ook niet altijd meteen duidelijk dat het om massahysterie gaat, daarom moeten andere oorzaken eerst worden uitgesloten zoals koolmonoxidevergiftiging of voedselvergiftiging.
Een voorbeeld van massahysterie in België was de Coca-cola-crisis in juni 1999. Aanvankelijk werden schoolkinderen ziek na het drinken van flesjes cola, waarvan uit later onderzoek bleek dat deze geen giftige stoffen bevatten. Er bleven echter veel meldingen van slechtruikende en ziekmakende drank volgen, waarop Coca-Cola een deel van hun producten tijdelijk uit de handel nam. Onderzoek van de Hoge Gezondheidsraad toonde aan dat dit om een vorm van massahysterie ging. In 2022 werden in Vlaanderen zowel tijdens een voetbalmatch als op enkele festivals gevallen van needle spiking gerapporteerd, waarbij jongeren vertelden een prik gevoeld te hebben en nadien onwel werden. Hoewel het fenomeen van spiking (drugs ongemerkt toedienen) wel bestaat, werden in deze gevallen echter geen toxische stoffen aangetroffen bij de slachtoffers en vermoedt men dat het puur om MPI gaat.
De echte paniek bij massahysterie ontstaat doordat een groep mensen het gevoel krijgt de controle over een situatie te verliezen. Er is vaak sprake van een kettingreactie of domino-effect. In een groep raakt iemand in paniek, waarop de mensen eromheen ook in paniek raken,  met onvoorspelbaar gedrag tot gevolg. We nemen sociaal gedrag vaak over, ook in geval van angst en paniek.
In de massasituatie is de individuele persoon lichtgeloviger en ook vatbaar voor propaganda en massapsychoses. Dat heeft tot gevolg dat de massa vaak blind achter een leider aanloopt.
Bij sommige fans slaat hun bewondering voor hun idool om in een obsessie. Deze ongezonde aanbidding kan soms omslaan in massahysterie, waarbij fans massaal aan het krijsen slaan wanneer ze hun idool in levenden lijve zien en zelfs flauwvallen. Bekende voorbeelden hiervan zijn de Beatlemania in de jaren 1960 en de taferelen rond de Nederlandse groep Doe Maar in de jaren 1980. 